# Smithiomyces lanosofarinosus
Smithiomyces lanosofarinosus är en svampart som först beskrevs av Rick, och fick sitt nu gällande namn av Jørg H. Raithelhuber 1988. Smithiomyces lanosofarinosus ingår i släktet Smithiomyces och familjen Agaricaceae.   Inga underarter finns listade i Catalogue of Life.